# 百瀬川
百瀬川（ももせがわ）は、滋賀県高島市内を流れる一級河川。

## 概要
高島市マキノ町知内で琵琶湖に注ぐ河川である。この河川は上流域からの土砂流出が多く、土砂が堆積した結果、典型的な天井川となり、周囲の地面と河床との高低差は7 mに達する。上流部（大沼から沢地先）にて明瞭な扇状地を形成している。川の堤防が高く、橋を架けると両岸は急坂とならざるを得ないため、川の下をくぐるトンネル（百瀬川隧道。詳細は後述）が建設された。その後、近くを流れる生来川に合流するため河川の流路変更及び改修が行われ、河口から1.5 kmの区間が天井川となる状態を解消した。2022年（令和4年）9月にトンネルの撤去が報じられ、後にトンネルの撤去と道路拡幅工事（片道1車線化）が行われた。

## 百瀬川隧道

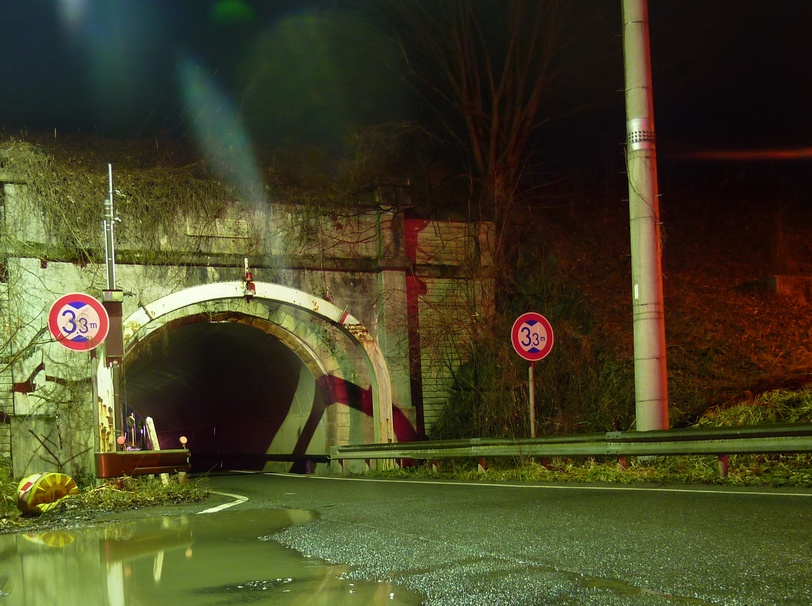
百瀬川隧道（2022年秋から撤去作業が行われたため現存しない）

百瀬川の堤防が高いため、川の下をくぐるトンネルとして1924年（大正13年）から1925年（大正14年）に建設された。このトンネルはコンクリートで造られたものであり、総延長は36.4 m、幅5.5 mであった。2022年（令和4年）9月にトンネルの撤去が報じられた後、撤去作業が行われたため現存しない。

### 歴史
- 1924年（大正13年）10月8日：トンネルの起工式を行う[3]。
- 1925年（大正14年）7月16日：トンネルの竣工式を行う[3]。
- 1973年（昭和48年）：歩行者用トンネルを建設する[3]。
- 2016年（平成28年）：滋賀県が『淀川水系・北川水系湖西圏域河川整備計画』を発表する。同計画書には百瀬川の天井川区間を解消するための計画（河道の付け替え）もあった[5]。
- 2022年（令和4年）9月：トンネルの撤去が報じられ[4]、その後トンネルの撤去と道路拡幅工事（片道1車線化）が行われる。

### 備考
- 『水曜どうでしょう』（北海道テレビ）の企画、「クイズ!試験に出るどうでしょう」（同企画の第1夜（1999年2月10日放送））で百瀬川に関する問題[注 1]を間違えた大泉洋が現地でフィールドワークをする地[注 2]として百瀬川隧道[注 3]と同河川の扇状地（扇央）が取り上げられた[注 4][6]。なお、天井川は2004年（平成16年）に明治大学文学部の入試問題に採用された[6]。
- 滋賀県は2016年（平成28年）に発表した資料、『淀川水系・北川水系湖西圏域河川整備計画』で「天井川区間を解消するため、下流から生来川と併せて整備してきた区間に付け替える河道の設置を行います」（原文ママ）と発表した[5]。なお、同県が発表した資料、『河川整備計画』（発表年不明）では「下流区間は緩傾斜護岸のため河道を付け替えることにより天井川の一部が廃川となるため、跡地利用や隧道の取扱いについて地域住民参加による検討が必要となる」（原文を基に再構成）とコメントしている[7]。